# Polaritón
En física, el polaritón es una cuasipartícula bosónica resultado del fuerte acoplamiento de ondas electromagnéticas con una onda de polarización eléctrica o magnética. Son una expresión del fenómeno cuántico conocido como cruce evitado. Los polaritones describen el cruce de la dispersión de la luz con cualquier resonancia que esté interactuando. Siempre que la imagen del polaritón sea válida, el modelo de fotones que se propagan libremente en cristales es insuficiente.

## Formación
Cuando los fotones se encuentran con un semiconductor, excitan sus electrones por medio de la interacción eléctrica activa, la cual los deja ligados al hueco creado en el material. De este modo se crea una cuasipartícula denominada excitón. Este excitón recién creado se deshace en un periodo de 0.0000001 segundos liberando el fotón. Si se encierran estos excitones en una cavidad óptica--un sistema de espejos donde la luz queda confinada durante un tiempo entre sus fronteras--, el fotón emitido puede ser reabsorbido por el material y el excitón puede resurgir. Si la duración de esta reabsorción de fotones sucede más rápido que el tiempo que los fotones viven en la cavidad, nos adentramos en un régimen conocido como acoplo fuerte entre luz y materia, en el que excitones y fotones pierden su identidad para dar lugar a estas nuevas partículas híbridas conocidas como polaritones.